# Karl Neumann
Karl Neumann (ur. 22 grudnia 1887 w Katowicach, zm. ?) – niemiecki dowódca okrętów podwodnych Kaiserliche Marine. W czasie I wojny światowej dowodzone przez niego okręty podwodne zatopiły 67 statków o łącznej pojemności 104 034 BRT i 1 okręt o wyporności 834 ton. 

## Początek służby
Karl Neumann w 1907 roku wstąpił do szkoły kadetów Kaiserliche Marine, w tym samym roczniku byli m.in. Heino von Heimburg, Paul Hundius czy Hans Valentiner. Szkolenie odbył na okręcie szkolnym SMS „Graudenz”. We wrześniu 1913 roku został awansowany na stopień porucznika marynarki (niem. Oberleutnant zur See).

## I wojna światowa
W dniu wybuchu I wojny światowej 5 sierpnia 1914 roku służył na SMS "Graudenz". w lipcu 1915 roku został skierowany na szkolenie na łodziach podwodnych. Po niecałym roku otrzymał swój pierwszy przydział na stanowisko dowódcy SM UB-13, okrętu podwodnego typu UB I. 15 grudnia 1915 roku zastąpił na tym stanowisku pierwszego dowódcę okrętu Waltera Gustava Beckera Neumann służył na UB-13 do początku marca 1916 roku. 1 marca 1916 roku w czasie patrolu u wybrzeży Suffolk, zatopił cztery brytyjskie łodzie rybackie. 8 marca 1916 roku, na cztery tygodnie, objął dowództwo SM UB-2 27 kwietnia na trzy miesiące został mianowany kapitanem SM UB-6. 17 sierpnia 1916 roku objął dowództwo przyjętego do służby dzień później okrętu typu UB II – SM UB-40. Okręt został przydzielony do Flotylli Flandria i operował w rejonie kanału La Manche. Pierwszą ofiarą UB-40 był zbudowany w 1897 roku, brytyjski transportowiec parowy „Barbara”, o pojemności 3740 BRT. Statek płynął z ładunkiem cukru z Filadelfii do West Hartlepool. 20 października został zatopiony 25 mil na południe od wyspy Wight. 22 listopada, w czasie swojego ostatniego patrolu jako dowódca UB-40 Karl Neumann zatopił dwa statki: norweski parowiec „City Of Mexico” o pojemności 1511 BRT, płynący z ładunkiem węgla z Blyth do La Rochelle, oraz brytyjski żaglowiec zbudowany w 1894 roku „Grenada” o pojemności 2268 BRT, który płynął pod balastem z Hawru do Nowego Jorku. Oba statki zostały zatopione około 32 mil od Beachy Head, East Sussex.
3 grudnia 1916 roku Karl Neumann przekazał dowództwo nad UB-40  Kapitänleutnantowi Hansowi Howaldt, a sam, 10 grudnia 1916, objął dowództwo przyjętego tego samego dnia do służby SM UC-67. Jako jego kapitan, w ciągu półtora roku zatopił 49 statków o pojemności 83 380 BRT. UC-67 został przydzielony do Flotylli Pola. 17 marca 1916 roku w czasie podróży wzdłuż zachodnich wybrzeży Europy do bazy w Puli, u wybrzeży Portugalii około 15 mil na zachód od Cape Roca, UC-67 zatrzymał i zatopił portugalskie cztery kutry rybackie. Następnego dnia storpedował i zatopił szwedzki parowiec "Victoria"  o pojemności 1226 BRT, płynący z ładunkiem drobnicowym do Lizbony. W czasie tej podróży zatopił jeszcze jeden brytyjski statek „Queen Eugenie” (25 marca 4359 BRT).
26 maja 1917 roku UC-67 pod dowództwem Karla Neumanna storpedował i zatopił brytyjski statek szpitalny HMHS Dover Castle. Zbudowany w 1904 roku w Barclay, Curle & Co., Ltd. w Glasgow parowiec o pojemności 8271 BRT, dla Union-Castle Line parowiec służył w czasie I wojny światowej jako statek szpitalny. W czasie rejsu z Malty na Gibraltar został storpedowany i zatonął około 50 mil od Annaby. W wyniku ataku śmierć poniosło 7 członków załogi.
15 czerwca 1918 roku Neumann został zastąpiony przez Oberleutnanta zur See Martina Niemöllera. Karl Neumann został mianowany kapitanem okrętu typu UB III – SM UB-129. 11 czerwca okręt został przyjęty do służby. Okręt został przydzielony do  Mittelmeer I Flotilla, do której dołączył 2 października 1918 roku. W czasie podróży do docelowego portu w Puli zatopił dwa statki. 16 września 200 mil na północny zachód od wybrzeży Hiszpanii zatopił amerykański parowiec transportowy "Buenaventura" o pojemności 4881 BRT. Zbudowany w 1913 roku statek płynął pod balastem z Le Verdon do Filadelfii. W Wyniku ataku zginęło 18 członków załogi. W czasie służby na Morzu Adriatyckim UB-129 odbył jeden patrol i 31 października został zatopiony przez załogę u wejścia do Rijeki.
Po zakończeniu wojny Karl Neumann przeszedł do rezerwy. Zatopienie 26 maja 1917, przez dowodzony przez Neumanna okręt UC-67, statku szpitalnego „Dover Castle” stało się powodem postawienie go w stan oskarżenia przed Najwyższym Sądem Zbrodni Wojennych w Lipsku. 4 czerwca 1921 roku odbył się proces, w którym Karla Neumanna uniewinniono, powodem było wykonywanie przez oskarżonego wiążących rozkazów dowództwa Kaiserliche Marine. Dalsze jego losy nie są znane.

## Odznaczenia
Odznaczenia Karla Neumanna to między innymi:
- Kawaler Orderu Hohenzollernów z mieczami na wojennej wstędze
- Krzyż Żelazny I klasy
- Krzyż Żelazny II klasy